# NGC 7087
NGC 7087 (другие обозначения — PGC 66988, ESO 343-8, MCG -7-44-25, AM 2131-410, IRAS21314-4102) — спиральная галактика (Sab) в созвездии Журавль.
Этот объект входит в число перечисленных в оригинальной редакции «Нового общего каталога».